# Lazar Đorđević
Lazar Đorđević (in serbo Лазар Ђорђевић?; Vranje, 14 luglio 1992) è un calciatore serbo, difensore dell'Al-Najma.

## Carriera
Ha giocato nella prima divisione dei campionati macedone, slovacco, serbo, ceco ed azero.

## Palmarès

### Club

#### Competizioni nazionali
- Coppa di Slovacchia: 1

VSS Košice: 2013-2014